# William Bouguereau
William Adolphe Bouguereau, eller Adolphe-William Bouguereau (født 30. november 1825 i La Rochelle i Frankrig, død 19. august 1905 samme sted) var en fransk maler. Han anses som en mester indenfor den akademiske klassicisme og den klassiske realisme.
Han var elev af François-Édouard Picot og underviste selv flere elever, herunder Paul Émile Chabas og Peder Mørk Mønsted.
I sine realistiske genremalerier benyttede han sig ofte af mytologiske temaer med moderne tolkninger af klassiske emner, hvor han fremhævede kvindekroppen. I sin samtid opnåede han stor opmærksomhed, særlig i Frankrig og USA og modtog talrige æresbevisninger og solgte billeder til høje priser. Som den væsentligste salon-maler i sin generation, blev han hånet af den impressionistiske avantgarde.
Ved begyndelsen af 1900-tallet havde Bouguereau og hans kunst mistet sin tiltrækning og interesse hos publikum, idet den generelle smag inden for malerkunsten havde ændret sig. I1980'erne opstod imidlertid fornyet interesse for figurmaleri, hvilket førte til en genopdagelse af Bouguereau og hans værker. Han fuldførte 822 malerier, som er kendt for eftertiden. Mange malerier har en ukendt skæbne.

## Udvalgte priser
- 1848 og 1850 – Prix de Rome

## Billedgalleri
- Dante et Virgille en Enfer (Dante og Virgil i helvede), 1850, Musée d'Orsay
- Venus' fødsel, 1879, Musée d'Orsay
- Ung kvinde hækler, 1889, privateje
- La Vague (Bølgen), 1896, privateje